# Jürgen Schneider
Jürgen Schneider (Berna, 19 de dezembro de 1949) é um ex-ciclista suíço. Competiu nos Jogos Olímpicos de Verão de 1968 em Cidade do México, representando seu país natal na prova de perseguição por equipes de 4 km em pista.